# Atraphaxis daghestanica
Atraphaxis daghestanica är en slideväxtart som först beskrevs av O. Lovelius, och fick sitt nu gällande namn av O. Lovelius. Atraphaxis daghestanica ingår i släktet Atraphaxis och familjen slideväxter. Inga underarter finns listade i Catalogue of Life.